# 半島軍團
半島軍團（英語：Army of the Peninsula）成立於1861年11月，到了12月就有約16,000人參加。但次年4月12日半島軍團成為李將軍麾下的北維吉尼亞軍團的右翼，而其將軍John Bankhead Magruder亦加入了右翼，直到10月他被派遣至西部戰場。
半島軍團成員的戰功並不特別輝煌，最眾所周知的或許是他們曾於半島會戰中一步步的阻擋McClellan的大軍。